# 2段ジャンプ
2段ジャンプ（にだんジャンプ）は、コンピュータゲーム内のキャラクターが行う架空の動作の一種の名称である。
地上などからジャンプをした後に、足場の無い空中で更に2度目のジャンプを行うこと。

## 解説
現実世界の物理法則では一度ジャンプをしてから空中で軌道を変更するのは困難だが、コンピュータゲーム、とりわけアクションゲームや対戦型格闘ゲームの中には空中でさらにジャンプをする「2段ジャンプ」で軌道を任意に変更でき、キャラクターのアクションの幅が広くなっている作品がある。
また、応用として2段ジャンプをした後に更に空中でジャンプを行う「3段ジャンプ」を採用しているゲームも存在するが、無制限に空中でジャンプが可能になると、飛行できる状態にあるのと変わらなくなることからゲームバランスを損ね、難易度を低下させるおそれもあるため、2段か3段程度で制限されているものが多い。
2段ジャンプを採用したアクションゲームでは、基本動作として使いこなさなければゲームが進行できないような作りになっている。たとえば、通常のジャンプでは届かないような高所へ登ったり、奈落の上に浮かんでいるアイテムをジャンプして取った後に元の場所に戻るといった具合である。
2段ジャンプを最初に取り入れたのは1985年発売のアーケードゲーム『ドラゴンバスター』（ナムコ）であり、その後横スクロールアクションゲームを中心に多くのゲームで模倣され広まった。

## 壁ジャンプ
2段ジャンプに近い要素として「壁ジャンプ」「三角跳び」がある。垂直の壁などにキャラクターが（ジャンプによって）接触した場合に、ボールを投げつけて反射させたような動きができることである。たとえば斜め下方向から壁に接触した場合に壁ジャンプを行うと、壁から遠ざかる方向の斜め上に反射し、より高い場所へと到達することができる。
実際のゲーム内では、壁に接触した瞬間にタイミングよくプレイヤーがジャンプのための操作をした時に壁ジャンプが成功となり、キャラクターはその壁を蹴って飛んでいくなどのアクションを行う場合が多い。
これは実際に行える動きでありプロレス技などでも多用されるが、ゲームの中ではかなり誇張された表現となっており、『ストライダー飛竜』などでは状況さえ許せば無限にジャンプを繰り返して上に登っていくことができる。
2段ジャンプが何もないところからのジャンプを可能にしているのに対し、壁ジャンプは何か接触するものがないとできないという違いがあるが、『ファイナルファイト』などでは画面左右の端を仮想的に「壁」とし、壁ジャンプを行えるようになっている。